# Трећи македонски рат
Трећи римско-македонски рат се водио у периоду од 171−167. п. н. е. између Римске републике и Пергама с једне, те Македоније с друге стране. У њему су Римљани победили и потврдили своју дотадашњу хегемонију над античком Грчком, а древно македонско краљевство је престало постојати.

## Увод
Након што је године 197. п. н. е. поражен у Другом македонском рату, македонски краљ Филип V је миром у Темпеу знатно ослабљен. Његова држава се морала одрећи било каквих амбиција да утиче на збивања у Грчкој, морала је предати ратну морнарицу и ограничити војску на 5000 људи, а млађи краљев син Деметрије је послат као талац у Рим. Међутим, када је Филип у Римско-сиријском рату одбио подржати селеукидског краља Антиоха Великог, односи с Римом су се мало побољшали, а Деметрије је пуштен натраг на Филипов двор. Тамо је, међутим, дошло до кобног супарништва са старијим братом, принцом Персејем, који је Деметрија оптужио да је римски агент и наговорио оца да га погуби. Када је Персеј након очеве смрти преузео власт над државом, отпочео је нови, антиримски курс политике, настојећи склопити савезе помоћу којих би покренуо нови рат и тако анулирао резултате претходног.
Та је политика највише узнемирила Пергам и краља Еумена II, верног римског савезника, који је лобирао Рим да покрене рат против његовог младог, амбициозног и агресивног суседа. Године 172. п. н. е. је и лично путовао у Рим како би Сенат уверио у нужност покретања рата. При повратку је на њега покушан атентат, а за што је оптужен Персеј. То је била кап која је прелила чашу и натерала Сенат да покрене рат против Перзеја 171. п. н. е.

## Ток
Рат је почео лоше за Римљане. Војска конзула Публија Лицинија Краса је године 171. п. н. е. дошла у Тесалију, али ју је тамо Персеј спремно дочекао и нанео јој пораз у бици код Каликина. Тај изненадни пораз је подстакао многе од дотада грчких полиса да се окрену Персеју или прогласе неутралност. Перзеј је након битке Римљанима послао мировну понуду, али је она одбијена.
Године 169. п. н. е. Римљани су покренули нови поход на Македонију на челу с Квинтом Марцијем Филипом. Та је војска успела продрети на Персејеву територију, али је убрзо суочила с логистичким проблемима те била присиљена на повлачење. Персеј је настојао још један успех искористити како би на своју страну привукао не само селеукидског краља Антиоха IV, него и старог непријатеља Еумена. У томе није успео, али је зато на своју страну привукао илирског краља Генција, што је исте године довело до избијања Трећег илирског рата.
Римској војсци је успехе спречила све већа недисциплина у њеним редовима, односно настојање команданата да што дуже имају прилику за ратни плен у богатој Грчкој, уместо да брзо заврше рат. Такво стање ствари је све више почело од Рима окретати и његове дотадашње савезнике, а чак и они који су остали верни су с временом постали предметом сумње, укључујући и Еумена коме је године 168. п. н. е. спречен улаз у Италију када је Сенату лично хтео исказати верност.
Ситуација се побољшала када је године 168. п. н. е. на чело римске војске стао Луције Емилије Паул Македонац. Он се није устручавао заподенути уређену битку с Персејом, а када је код Пидне дошло до коначног окршаја, вештим коришћењем флексибилне манипуларне тактике на неравном земљишту је успео надвладати Персејеву дотада непобедиву фалангу. У тој је бици Македонцима нанесен одлучујући пораз након кога се Персеј Римљанима предао заједно са својом породицом и дворјанима.

## Последице
Победнички Римљани су одлучили трајно затрти сваку претњу по своју хегемонију у Грчкој. Персеј је одведен у Италију где је неколико година касније умро, а његово краљевство је подељено на четири клијентске републике којима су Римљани изричито забранили било какве међусобне везе. Велики број македонских градова је уништен, а преко 300.000 Македонаца продато у робље. Земља је подељена римским ветеранима као и трачким савезницима. Истовремено је проведена и велика чистка у самој Грчкој. Преко 1000 водећих политичара је присилно доведено у Рим, а међу њима се нашао и знаменити историчар Полибије који ће касније детаљно описати све те догађаје.
Римски поступци у Трећем македонском рату су изазвали велико незадовољство у Македонији и Грчкој, које ће две деценије касније довести до Четвртог македонског рата и уништења Коринта.